# Томич, Драган
Драган Томич (серб. Драган Томић; 1936, Приштина — 21 июня 2022, Белград) — сербский политический и государственный деятель, и. о. президента Сербии с 23 июля по 29 декабря 1997 года.

## Биография

### Образование
В 1962 году окончил факультет технологии и металлургии в Белграде.

### Карьера

#### Производственная
Работал на производстве «Рекорд» в Раковице, где прошёл путь от инженера-технолога до генерального директора. Являлся делегатом в Совете муниципалитетов Ассамблеи Сербии. После «Рекорда» работал генеральным менеджером производства «Югопетрол».
Был избран президентом Союза инженеров и техников Югославии.

#### Политическая
В 1994 году был избран председателем Национального собрания Республики Сербии и оставался на этой должности до октября 2000 года.
Являлся исполняющим обязанности президента Республики Сербия с 23 июля по 29 декабря 1997 года.
Умер 21 июня 2022 года в возрасте 86 лет.